# Heiban jezici
Heiban jezici ogranak od (10) kordofanskih jezika iz Sudana. Osnovna im je podjela na istočnoheibanske i zapadne-centralne. Predstavnici su im:  
a) istočni (2): ko, warnang.
b) zapadni-centralni  (8):
b1. centralni (5):
a. Ebang-Logol jezici (4):
a1. Ebang-Laru jezici (2): heiban, laro.
a2. Logol jezici (1): logol.
a3. Utoro jezici (1): otoro.
b. Rere (1): koalib.
b2. Shirumba jezici (1): shwai.
b3. zapadni (2): moro, tira.

## Vanjske poveznice
- Ethnologue (14th)
- Ethnologue (15th)